# Expérience du neutrino
L'expérience du neutrino, aussi appelée expérience du neutrino de Cowan et Reines, fut menée par Clyde Cowan et Frederick Reines en 1956. Elle confirma l'existence de l'antineutrino (en fait l'antineutrino électronique), une particule subatomique très petite et ne portant pas de charge (neutre).

## Histoire
Dans les années 1930, lors de l'étude de la radioactivité β, il devint évident qu'une troisième particule, de masse quasi nulle et de charge neutre existait et n'était pourtant pas observée. Ceci était imputable à la répartition continue de valeurs de l'énergie cinétique et des moments cinétiques des électrons émis par rayonnement β : ce dernier devait donc produire cette particule neutre et quasiment sans masse (ou sans masse du tout) pour expliquer ce comportement.

## Expérience
Lors d'une émission β la particule prédite, l'antineutrino électronique ({\displaystyle {\bar {\nu }}_{e}}), devrait interagir avec un proton afin de produire un neutron et un positron, particule d'antimatière « contrepartie » de l'électron :
{\displaystyle {\bar {\nu }}_{e}+\mathrm {p} \rightarrow \mathrm {n} +\mathrm {e} ^{+}}
Le positron ainsi créé rencontrerait rapidement un électron, et l'annihilation de ces deux particules produirait deux photons gamma ({\displaystyle \gamma }) aisément détectables.
Afin de mener à bien cette expérience, Cowan et Reines utilisèrent un réacteur nucléaire afin de créer un flux de neutrinos de 5 × 1013 particules par seconde et par centimètre carré, bien plus intense que tout flux disponible produit par d'autres sources radioactives.
Les neutrinos devaient ensuite interagir (comme indiqué ci-dessus) avec des protons dans un réservoir d'eau, créant des neutrons et des positrons, chaque positron créant par la suite une paire de photons γ lors de son annihiliation avec un électron. Les rayons gamma auraient été détectés en plaçant un matériau scintillateur dans un réservoir d'eau. Ce matériau scintillateur produit des éclairs lumineux en réponse aux rayons gamma, éclairs détectés par des tubes photomultiplicateurs.
Cependant, cette expérience en tant que telle ne fut pas assez concluante, ce qui les incita à proposer une seconde expérience. Ils choisirent cette fois de détecter les neutrons en plaçant du chlorure de cadmium dans le réservoir. Le cadmium est un absorbeur de neutrons très efficace (il est utilisé pour cela dans les barres de contrôle) et produit du rayonnement gamma lors de cette absorption :
{\displaystyle {n}+{}^{108}\mathrm {Cd} \rightarrow {}^{109}\mathrm {Cd} *\rightarrow {}^{109}\mathrm {Cd} +\gamma }
Le dispositif est tel que le photon gamma émis par le cadmium serait détecté 5 microsecondes après le photon gamma émis par le positron, si ce rayonnement était réellement émis par un antineutrino.

## Résultats
Cowan et Reines effectuèrent leur expérience initialement à Hanford (États-Unis d'Amérique), puis la déménagèrent dans la centrale de Savannah River, près d'Augusta (Géorgie), où ils disposaient d'une meilleure protection contre les rayons cosmiques. Cet endroit protégé se situait à 11 m du réacteur et 12 m sous terre.
Ils utilisèrent deux réservoirs d'un total de 200 litres d'eau avec environ 40 kg de CdCl2 dissous. Les réservoirs d'eau étaient intercalés entre deux couches de scintillateurs contenant 110 tubes photomultiplicateurs de cinq pouces (127 mm).
Après des mois de collecte de données, ils avaient obtenu des données caractérisant trois neutrinos par heure dans leur détecteur. Pour être absolument certains qu'ils détectaient bien des neutrinos selon le schéma décrit précédemment, ils arrêtèrent le réacteur afin de montrer l'existence d'une différence dans les évènements détectés.
Ils avaient prédit une section efficace pour cette réaction d'environ 6 × 10−44 cm2 et mesurèrent une section efficace de 6,36 × 10−44 cm2. Leurs résultats furent publiés en 1956,.

## Source
- (en) Cet article est partiellement ou en totalité issu de l’article de Wikipédia en anglais intitulé « Neutrino experiment » (voir la liste des auteurs).